# فین عزاز
فین عزاز (انگلیسی: Finn Azaz؛ زادهٔ ۷ سپتامبر ۲۰۰۰) بازیکن فوتبال اهل بریتانیا است.